# Liber Regalis
El Liber Regalis (en español: Libro Real) es un manuscrito medieval iluminado inglés que contiene detalles sobre la ceremonia de coronación del monarca inglés y sus funerales.

## Descripción
Probablemente compilado en 1382 para detallar el servicio de coronación de la consorte de Ricardo II, Ana de Luxemburgo. Otras fuentes sugieren que pudo haber sido compilado en 1308 para la coronación de Eduardo II.  El texto detalla el ordo (orden) para los siguientes eventos: la coronación de un rey, un rey y una reina en conjunto o una reina consorte sola, y detalles sobre el funeral de un rey. Cada liturgia se abre con una ilustración de página completa que representa el evento.
El manuscrito fue utilizado para todas las ceremonias de coronación posteriores hasta la de Isabel I en 1556. Para su ceremonia, la liturgia fue traducida al inglés. Sin embargo, con adaptaciones ocasionales para adaptarse a las circunstancias políticas y religiosas de la época, el Liber Regalis siguió siendo la base de todas las liturgias posteriores de coronación. El manuscrito pertenece a la Abadía de Westminster bajo el código MS 38.